# 甲西町 (山梨県)

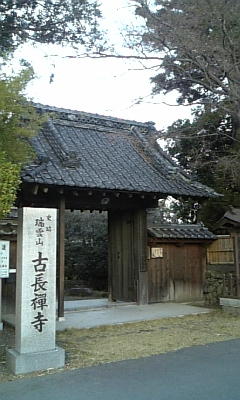
古長禅寺

甲西町（こうさいまち）は、かつて山梨県中巨摩郡に存在した町である。

## 歴史

### 先史・古代
平安時代後期には甲斐源氏の一族が甲府盆地の各地へ土着し各地へ勢力を及ぼすが、甲西町域から増穂町（富士川町）一帯に及ぶ大井荘にも甲斐源氏頭領・武田氏の一族が土着し、大井氏を称した。
町域には弥生時代から中世にかけての遺跡が多く分布し、田島には弥生時代から古墳時代・平安時代の遺跡である油田遺跡が所在し、江原には弥生時代中期の集落遺跡である向河原遺跡が所在している。大師には弥生時代・鎌倉時代の集落遺跡である大師東丹保遺跡が所在し、宮沢には鎌倉時代の集落遺跡である宮沢中村遺跡が所在している。
弥生時代では向河原遺跡から弥生中期の水田跡・集落跡が検出されており、油田遺跡から出土した弥生中期の土器からはイネの圧痕が検出されている。さらに、油田遺跡や大師東丹保遺跡からは弥生中期のシカ・イノシシ・種実類が出土しており、これらのことから当地では稲作を行いつつ、狩猟や堅果の採集を兼ねた生業展開が行われていたと考えられている。

### 中世
大師東丹保遺跡からは鎌倉期の生活や信仰を窺える膨大な木製品も出土しており、宮沢中村遺跡からは水害から集落を防備する護岸施設と考えられている杭列や網代（あじろ）が出土した。また、大師東丹保遺跡からは多数のウマ・ウシが出土しており、ウマは水田から資料が出土したことから農耕馬として用いられていたと考えられている。大師東丹保遺跡の牛馬比はウマ主体であり、中世には甲斐源氏の一族の進出に伴いウマが好まれたとも考えられている。
戦国時代には大井氏（武田大井氏）が西郡の有力国衆として守護武田氏に対抗した。大井信達・信業期には河内地方の国衆・穴山氏とともに駿河守護・今川氏に帰属して武田氏に対抗した。町域には鮎沢の古長禅寺など大井氏に関わる史跡が分布している。信達は国内統一をめざす武田信虎と抗争するが、永正14年（1517年）に和睦して娘を信虎正室として姻戚関係を結ぶ。大井氏の敵対は駿河今川氏の侵攻を招き、大永元年（1521年）には今川方の武将福島正成が河内路（駿州往還）を甲斐へ侵攻する福島乱入事件が発生し、戸田に所在した富田城を占拠し、府中へ迫った。

### 近世・近現代
近世には荊沢宿が甲府と駿河を結ぶ駿州往還（河内路）の鰍沢宿と、甲府から信濃へ向かう甲州道中の韮崎宿を結ぶ駿信往還の宿場として栄え、荊沢や古市場村においては市が立った。
近代には稲作のほか野菜、果樹栽培などが行われている。甲府盆地西部の他地域と同様に釜無川やその支流による水害の常襲地で、近代にも治水は遅れた。宮沢集落では明治期に集落ごとの移転も行われている。
戦後には甲西工業団地が造成され、企業の誘致が行われる。1955年（昭和30年）の滝戸川改修工事により、水害の被害も解消される。

### 沿革
- 1955年（昭和30年）4月1日 - 中巨摩郡落合村・大井村・五明村・南湖村が新設合併して甲西町が発足。
- 2003年（平成15年）4月1日 - 中巨摩郡八田村・白根町・芦安村・若草町・櫛形町と新設合併して南アルプス市が発足。同日甲西町廃止。

## 娯楽
- 荊沢会館 - 劇場・映画館（〜1960年代）

## 出身人物
- 大久保黄斎
- 小田切美文